# Friedl Nöst
Friedl Nöst (* 1965 in der Steiermark) ist ein österreichischer Stuntman.
Friedl Nöst ist das dritte Kind von Stefanie und Florian Nöst. Er wuchs in der Steiermark auf und ging nach der Schule als Schlosser in die Lehre. Seinen Beruf übte er erfolgreich über Jahre hinweg aus.
Erst spät fing er mit dem Motorsport an und wurde zum guten Motocross-Fahrer. Schnell bemerkte er, dass sein Talent im Springen lag, da er den anderen Motocross-Kollegen auf und davon sprang.

## Weltrekordsprung September 2006 über 15 LKWs
Bei seinem Motorrad-Weltrekordsprung mit einer Honda CR 250 Motocross über 15 LKWs (etwa 60 Meter) stürzte er bei der Landung, doch "der Weltrekordversuch ist trotzdem geglückt", meinte der Veranstalter Christian Löschnigg.
Damit übertraf Nöst den Stuntman Evel Knievel, der am 25. Oktober 1975 14 Greyhound-Busse in Kings Island in Ohio übersprang.